# 中原秋家
中原 秋家（なかはら の あきいえ）/甲斐 秋家（かい あきいえ）は、平安時代末期から鎌倉時代初期の日本の文士・武将。別名は小四郎また四郎。養子に中原秋通がいる。土佐七守護の一氏・山田氏の祖とされ、また秋通の系統は香宗我部氏に繋がる。

## 生涯
中原秋家は大中臣家の出身とも、甲斐国造の末裔であったともされ、平安末期には甲斐源氏・一条忠頼の家臣であった。
治承4年（1180年）における富士川の戦いには武田信義に従って軍功を挙げたという。
元暦元年（1184年）6月16日、主君の忠頼が源頼朝により謀殺されて間もなく、「歌舞曲に堪うるの者」として18日に頼朝へと出仕し、同年8月に公文所が設立されると「甲斐四郎大中臣秋家」として寄人に就任した。
文治3年（1187年）には、頼朝が岡崎義実邸で酒宴を催した折、舞曲を披露している。このように、文化人だけでなく、文士としても幕府に仕えていた。
建久4年（1193年）、土佐国香美郡宗我部・深淵に地頭職を受領し、同地に下向する。また、一条忠頼の遺児・秋通を養子に迎え入れて建仁元年（1201年）頃までには宗我部・深淵両郷を譲渡した。その後、新たに香美山田郷に地頭職を得て同地に入部し、山田城を築いたとされる。
秋家の子孫は「山田」を称して代々同郷を本拠地として勢力拡大し、のちに土佐七雄の一角となるまでに隆盛した。